# Svensk uppslagsbok
Svensk uppslagsbok ("Шведська енциклопедія") — шведська енциклопедія, що була вперше видана у 30 томах протягом 1929 - 1939 років. Друге видання енциклопедії було здійснене у 32 томах у 1947 - 1955 роках.  